# كلارك توماس
كلارك توماس (بالإنجليزية: Clarke Thomas) هو صحفي أمريكي، ولد في 11 يناير 1926، وتوفي في 21 فبراير 2009.